# فرانك إفينا
فرانك إفينا (مواليد 5 يوليو 2000) هو لاعب كرة قدم كاميروني يلعب كمهاجم في نادي هانوفر 96.

## روابط خارجية
- فرانك إفينا على موقع الاتحاد الأوربي (الإنجليزية)
- فرانك إفينا على موقع قاعدة بيانات كرة القدم.إي يو (الإنجليزية)
- فرانك إفينا على موقع بيانات كرة القدم. دي إي (الألمانية)
- فرانك إفينا على موقع Soccerway.com (الإنجليزية)
- فرانك إفينا على موقع عالم كرة القدم.نت (الإنجليزية)